# Anàfora (lingüística)
En lingüística, una anàfora és la relació que s'estableix entre un element d'una oració i un altre element de la mateixa oració o d'una altra, a través de la identitat de referència (quan els dos elements tenen exactament la mateixa realitat) o de sentit (quan tenen un referent que significa el mateix, però no és la mateixa realitat).